# Pelouses calcicoles et falaises des environs de Clamecy
Pelouses calcicoles et falaises des environs de Clamecy este o arie protejată (sit de importanță comunitară — SCI) din Franța întinsă pe o suprafață de 532 ha, integral pe uscat.

## Localizare
Centrul sitului Pelouses calcicoles et falaises des environs de Clamecy este situat la coordonatele 47°29′38″N 3°30′19″E / 47.49389°N 3.50528°E.

## Înființare
Situl Pelouses calcicoles et falaises des environs de Clamecy a fost declarat arie specială de conservare în baza directivei 92/43 din 1992 referitoare la conservarea habitatelor naturale și a faunei și florei sălbatice pentru a proteja 6 specii de animale.

## Biodiversitate
Situată în ecoregiunea continentală, aria protejată conține 10 habitate naturale: Formațiuni stabile xerotermofile de Buxus sempervirens pe pante stâncoase (Berberidion p.p.), Păduri de stejar sau de stejar și carpen sub-atlantice și medio-europene de Carpinion betuli, Pajiști carstice calcaroase sau bazofile, de Alysso-Sedion albi, Păduri de fag Asperulo-Fagetum, Pajiști uscate seminaturale și facies de acoperire cu tufișuri pe substraturi calcaroase (Festuco-Brometalia) (* situri importante pentru orhidee), Păduri de fag din Europa Centrală dezvoltate pe sol calcaros cu Cephalanthero-Fagion, Peșteri inaccesibile publicului, Formațiuni de Juniperus communis pe lande sau pajiști calcaroase, Grohotișuri termofile și vest-mediteraneene, Pante stâncoase calcaroase cu vegetație casmofită.
La baza desemnării sitului se află mai multe specii protejate:
- mamifere (5): liliac cârn (Barbastella barbastellus), liliac cărămiziu (Myotis emarginatus), liliac comun (Myotis myotis), liliacul mare cu potcoavă (Rhinolophus ferrumequinum), liliacul mic cu potcoavă (Rhinolophus hipposideros)
- nevertebrate (1): rădașcă (Lucanus cervus)

Pe lângă speciile protejate, pe teritoriul sitului au mai fost identificate 12 specii de plante, 10 specii de păsări, 10 specii de mamifere, 1 specie de nevertebrate, 7 specii de reptile.